# Andrej Líška
Andrej Líška, né le 4 octobre 2000, est un coureur cycliste slovaque.

## Biographie
Andrej Líška est formé dans un club cycliste de Trenčín. En 2017, il connait sa première sélection en équipe nationale. Il participe également aux championnats d'Europe espoirs en 2019, puis en 2020. L'année suivante, il prend la sixième place du championnat de Slovaquie chez les élites, avec la Cycling Academy Trenčín. Il se classe ensuite cinquième d'une étape de l'Orlen Nations Grand Prix en 2022. 
En 2023, il réintègre une équipe continentale slovaque. Sous ses nouvelles couleurs, il termine encore sixième du championnat de Slovaquie. Il représente par ailleurs son pays au championnat d'Europe sur route, organisé aux Pays-Bas. 
Lors de la saison 2024, il s'impose au sprint sur une étape du Tour de Bohême du Sud,. Il s'agit de sa première victoire acquise dans une course inscrite au calendrier de l'UCI. La même année, il finit huitième d'une étape du Tour de Hongrie, face à de nombreux professionnels.

## Palmarès et résultats

### Palmarès par année
- 2024
  - 2e étape du Tour de Bohême du Sud

### Classements mondiaux
| Année                                 | 2019  | 2020  | 2021  | 2022  | 2023  | 2024  |
| ------------------------------------- | ----- | ----- | ----- | ----- | ----- | ----- |
| Classement mondial                    | 2501e | 2053e | 2123e | 2511e | 1505e | 2396e |
| UCI Europe Tour                       | 1585e | 1492e | 1441e | 1535e | 980e  | nc    |
|                                       |       |       |       |       |       |       |
| Légende : nc = non classéSource : UCI |       |       |       |       |       |       |